# 金済万
金 済万（キム・ジェマン、朝鮮語: 김제만/金濟萬、1933年7月12日 - 1982年7月12日）は、大韓民国の政治家、実業家。

## 経歴
1933年7月12日に生まれた。錦山産業高等学校（現: 錦山産業高等学校）を卒業後、東国大学校文理大学史学科に進学した。国際運輸株式会社社長を経て、1978年12月12日に実施された第10代総選挙に城東区から新民党の公認で立候補して当選し、国会議員となった。1982年7月12日、ソウル大学校病院にて肺癌により48歳で亡くなった。